# Timandra myokosana
Timandra myokosana là một loài bướm đêm trong họ Geometridae.